# Arthur Russell (athlétisme)
Pour les articles homonymes, voir Arthur Russell et Russell.
Arthur Russell (né le 13 mars 1886 et mort le 23 août 1972) est un athlète britannique spécialiste du steeple.
Il remporte la médaille d'or sur 3 200 m steeple lors des Jeux de Londres en 1908 pour la Grande-Bretagne. Russell conquit 3 fois le titre de champion de Grande-Bretagne d'athlétisme entre 1904 et 1906. Il remporta son premier titre alors qu'il 'avait que 17 ans.
Il participe aux Jeux Olympiques de 1908 sur l'épreuve du 3200 m steeple. Lors du premier tour, il Russell bat facilement son unique adversaire terminant la course loin devant lui. Les autres n'avaient pu finir, notamment en raison de la chaleur. En finale, Russell mène la course et impose son rythme durant environ 1 mile. L'américain John Eisele le rejoint alors et une bagarre commence pour la tête de la course. Le passage à la cloche voit le retour du britannique Archie Robertson qui dépasse l'américain Eisele. Sur la ligne, Russell battit Robertson de seulement 2 yards et Eisele coupa la ligne avec environ 25 yards de retard.
Russell reçut pour sa victoire une médaille d'or faite entièrement d'or solide. Ce fut la seule fois dans l'histoire des Jeux olympiques que le 3200 m steeple se courut.